# Sasaram
Sasaram è una suddivisione dell'India, classificata come municipality, di 131.042 abitanti, capoluogo del distretto di Rohtas, nello stato federato del Bihar. In base al numero di abitanti la città rientra nella classe I (da 100.000 persone in su).

## Geografia fisica
La città è situata a 24° 56' 60 N e 84° 1' 60 E e ha un'altitudine di 100 m s.l.m..

## Società

### Evoluzione demografica
Al censimento del 2001 la popolazione di Sasaram assommava a 131.042 persone, delle quali 69.665 maschi e 61.377 femmine. I bambini di età inferiore o uguale ai sei anni assommavano a 20.422, dei quali 10.548 maschi e 9.874 femmine. Infine, coloro che erano in grado di saper almeno leggere e scrivere erano 85.300, dei quali 49.893 maschi e 35.407 femmine.